# Holotrichia iridescens
Holotrichia iridescens är en skalbaggsart som beskrevs av Moser 1908. Holotrichia iridescens ingår i släktet Holotrichia och familjen Melolonthidae. Inga underarter finns listade i Catalogue of Life.